# Pervomaiski (Staronizhestebliyevskaya, Krasnoarméiskaya, Krasnodar)
Pervomaiski (del ruso: Первомайский) es un jútor del raión de Krasnoarméiskaya, en el sur de Rusia. Está situado en el delta del Kubán, en la orilla derecha de su distributario Anguélinski, 16 km al oeste de Poltávskaya y 56 al noroeste de Krasnodar, la capital del krai. Tenía 131 habitantes en 2010
Pertenece al municipio Staronizhestebliyevskoye.